# ダニエレ・バゼッリ
ダニエレ・バゼッリ（Daniele Baselli, (イタリア語発音: [daˈnjɛˑle baˈzɛlli]; 1992年3月12日 - ）は、イタリア・ロンバルディア州ブレシア県マネルビオ出身のサッカー選手。元イタリア代表。コモ1907所属。ポジションはミッドフィールダー。

## クラブ経歴

### キャリア初期
ブレシアで生まれ、2000年に当時8歳でアタランタのユースに加入した。2010-11シーズンにプリマヴェーラに昇格し、22試合で5得点を記録。セリエB所属のトップチームのメンバーに選出されることもあったが、リーグ戦デビューには至らなかった。

### チッタデッラ
2011年6月13日、セリエBのチッタデッラと共同保有で移籍し、2011年8月21日に行われたコッパ・イタリアのフィオレンティーナ戦でプロデビューを飾った。8月27日に行われたアルビーノレッフェ戦でリーグデビューを果たし、チームも2-1で勝利を挙げた。2011-12シーズンはリーグ戦13試合に出場し、内10試合にスターティングメンバーとして出場した。
翌シーズンも共同保有のままでクラブに留まることとなり、リーグ戦37試合とコッパ・イタリア2試合に出場した。2013年5月18日に行われたアスコリ戦では初ゴールを記録し、1-0の勝利に貢献した。

### アタランタ復帰
2013年6月20日、アタランタはチッタデッラを5万ユーロ上回る80万ユーロのオファーで保有権の半分を買い取り、バゼッリとアタランタは4年間の契約を結んだ。8月18日に行われたコッパ・イタリアのバーリ戦でデビューを果たし、試合時間残り17分間に出場したバゼッリはチームの3得点目となるジュゼッペ・デ・ルカのゴールをアシストした。
9月1日に行われたトリノ戦で後半から交代出場し、セリエAデビューを飾り、9月14日に行われたナポリ戦にトップリーグで初めてとなるスターティングメンバーとしての出場を果たしたが、チームは0-2で敗れた。2015年5月10日に行われたパレルモ戦でセリエAにおける初ゴールを記録し、チームも1-0で勝利を挙げた。

### トリノ
2015年7月10日、チームメイトのダヴィデ・ザッパコスタと共にトリノFCへ移籍。移籍金は両者併せて1200万ユーロと報道された。コッパ・イタリア3回戦のペスカーラ戦でトリノでの公式戦デビューを飾ると、チームの先制となるゴールを挙げ、4-1の勝利に貢献した。8月23日に行われたセリエA開幕戦のフロジノーネ戦では先制となるゴールを記録し、チームも2-1で勝利を挙げた。

### カリアリ
2022年1月28日、カリアリ・カルチョへ完全移籍することが発表された。

### コモ
2022年8月9日、コモ1907に移籍した。

## 代表経歴
2009年にU-18のイタリア代表として親善試合2試合に出場し、2009年9月24日に行われ、3-0で勝利したトルコ代表戦でU-19代表デビューを果たした。
2012年11月13日に行われたスペイン代表戦との親善試合でU-21代表デビューを果たし、2013年8月14日に行われたスロバキア代表との親善試合で初めてスターティングメンバーとして出場した。
2014年3月10日から12日にかけて行われた2014 FIFAワールドカップに向けた若手の底上げを目的とした合宿に呼ばれ、4月14日から15日にかけて行われた合宿にも再度招集された。
2015年にはチェコで開催されたUEFA U-21欧州選手権に出場した。
2018年6月4日の親善試合のオランダ戦で、後半33分からジョルジーニョに代わり出場し、A代表の公式戦デビューを果たした。

## プレイスタイル
代理人のジュゼッペ・リーソはバゼッリについて、「ディフェンスラインの前ではなく、センターハーフが彼のポジションである。いずれはディフェンスラインの前のミッドフィールダーでプレイすることができるだろうが、現在はボックス・トゥ・ボックス型の中盤の選手であり、相手のエリアに侵入し、脅威となる。」と、話した。

## 個人成績

### クラブ
2015年8月31日現在
| クラブ       | シーズン     | リーグ | リーグ | カップ | カップ | UEFA | UEFA   | その他 | その他 | 合計 | 合計   |
| クラブ       | シーズン     | 出場   | ゴール | 出場   | ゴール | 出場 | ゴール | 出場   | ゴール | 出場 | ゴール |
| ------------ | ------------ | ------ | ------ | ------ | ------ | ---- | ------ | ------ | ------ | ---- | ------ |
| チッタデッラ | 2011-12      | 13     | 0      | 1      | 0      | —    | —      | —      | —      | 14   | 0      |
| チッタデッラ | 2012-13      | 37     | 1      | 2      | 0      | —    | —      | —      | —      | 39   | 1      |
| チッタデッラ | Total        | 50     | 1      | 3      | 0      | —    | —      | —      | —      | 53   | 1      |
| アタランタ   | 2013-14      | 28     | 0      | 3      | 0      | —    | —      | —      | —      | 31   | 0      |
| アタランタ   | 2014-15      | 22     | 2      | 2      | 0      | —    | —      | —      | —      | 24   | 2      |
| アタランタ   | Total        | 50     | 2      | 5      | 0      | —    | —      | —      | —      | 55   | 2      |
| トリノ       | 2015-16      | 3      | 3      | 1      | 1      | —    | —      | —      | —      | 4    | 4      |
| キャリア合計 | キャリア合計 | 103    | 6      | 9      | 1      | —    | —      | —      | —      | 112  | 7      |

## 獲得タイトル

### クラブ
アタランタ
- トルネオ・チッタ・ディ・アルコ：2008、2009年
- カンピオナート・ベレッティ：2008-09